# 郭权世
郭权世（1929年6月—），男，广东梅县人，中国天体物理学家，曾任中国科学院紫金山天文台研究员、太阳物理研究室主任。